# Cixius apicimaculatus
Cixius apicimaculatus är en insektsart som beskrevs av William Lucas Distant 1920. Cixius apicimaculatus ingår i släktet Cixius och familjen kilstritar. Inga underarter finns listade i Catalogue of Life.